# Artemio Franchi
Artemio Franchi, né le 8 janvier 1922 à Florence et mort le 12 août 1983 à Sienne, a été un dirigeant sportif italien, qui a dirigé les plus hautes instances du football national et international.

## Carrière de dirigeant sportif
Il fut une première fois président de la Fédération d'Italie de football de 1967 à 1976, période pendant laquelle, sous son autorité, la Squadra Azzurra retrouva le chemin du succès, qui la fuyait depuis les années 1930, avec la victoire au championnat d'Europe des nations 1968 et la deuxième place au Mondial 1970.
Artemio Franchi fut élu président de l'UEFA en 1972 et vice-président de la FIFA en 1974, raisons pour lesquelles il a abandonné sa fonction de président de la Fédération Italienne à Franco Carraro en 1976. Toutefois, il dut reprendre sa fonction quand Carraro fut nommé président du Comité national olympique italien. Franchi garda son poste jusqu'en 1980, quand il dut démissionner à cause du scandale secouant le football italien. Il conservera toutefois ses mandats à l'UEFA et à la FIFA jusqu'à sa mort.
Décédé dans un accident de la route en 1983, les stades de Florence et Sienne furent rebaptisés Stade Artemio Franchi.
Son nom fut également donné à la Coupe Intercontinentale des Nations, le Trophée Artemio-Franchi.

## Anecdote
Son nom fut cité en 1981 comme étant un des membres de la loge maçonnique P2.